# Eustomias perplexus
Eustomias perplexus és una espècie de peix de la família dels estòmids i de l'ordre dels estomiformes.

## Morfologia
- Els mascles poden assolir 13,4 cm de longitud total.[3][4]

## Hàbitat
És un peix marí i d'aigües tropicals que viu fins als 2.600 m de fondària.

## Distribució geogràfica
Es troba a la Xina i Papua Nova Guinea.